# ファイナル・カウントダウン (アルバム)
『ファイナル・カウントダウン』 (The Final Countdown) は、ヨーロッパの3枚目のオリジナル・アルバム。最大のヒット曲「ファイナル・カウントダウン」を収録し、1500万枚の売り上げを記録。
同名の映画とは無関係で、作品中に使用されているわけでもない（本作が出来たのは映画が封切られた6年後であり、金星へ旅立つ宇宙飛行士を歌った作品である）。

## 収録曲
特記除く 全作詞・作曲:ジョーイ・テンペスト
1. ファイナル・カウントダウン - The Final Countdown (5:09)
2. ロック・ザ・ナイト - Rock the Night (4:03)
3. キャリー - Carrie (4:30)
作詞・作曲:ジョーイ・テンペスト、ミック・ミカエリ
4. 暗闇のストレンジャー (デンジャー・オン・ザ・トラック) - Danger on the Track (3:45)
5. ニンジャ - Ninja (3:46)
6. チェロキー - Cherokee (4:13)
7. タイム・ハズ・カム - Time Has Come (4:01)
8. ハート・オブ・ストーン - Heart of Stone (3:46)
9. オン・ザ・ルース - On the Loose (3:08)
10. ラヴ・チェイサー - Love Chaser (3:27)

トラック1は日本でスズキ・カルタスGT-iのCMソングに使われ、トラック3とトラック10は1986年に公開された二輪世界GPのドキュメント映画「PRIDE ONE」の挿入曲に使用された。日本盤のみ「ラヴ・チェイサー」のサントラ盤シングル・レコードがシングルカットされたほか、「PRIDE ONE」のサウンドトラック盤が発売されている。この映画及びサウンドトラックは日本のみの発売である。